# Monastyrez (Stryj, Schurawno)
Monastyrez (ukrainisch Монастирець; russisch Монастырец, polnisch Manasterzec) ist ein Dorf im Südosten der ukrainischen Oblast Lwiw mit etwa 1000 Einwohnern (2001).

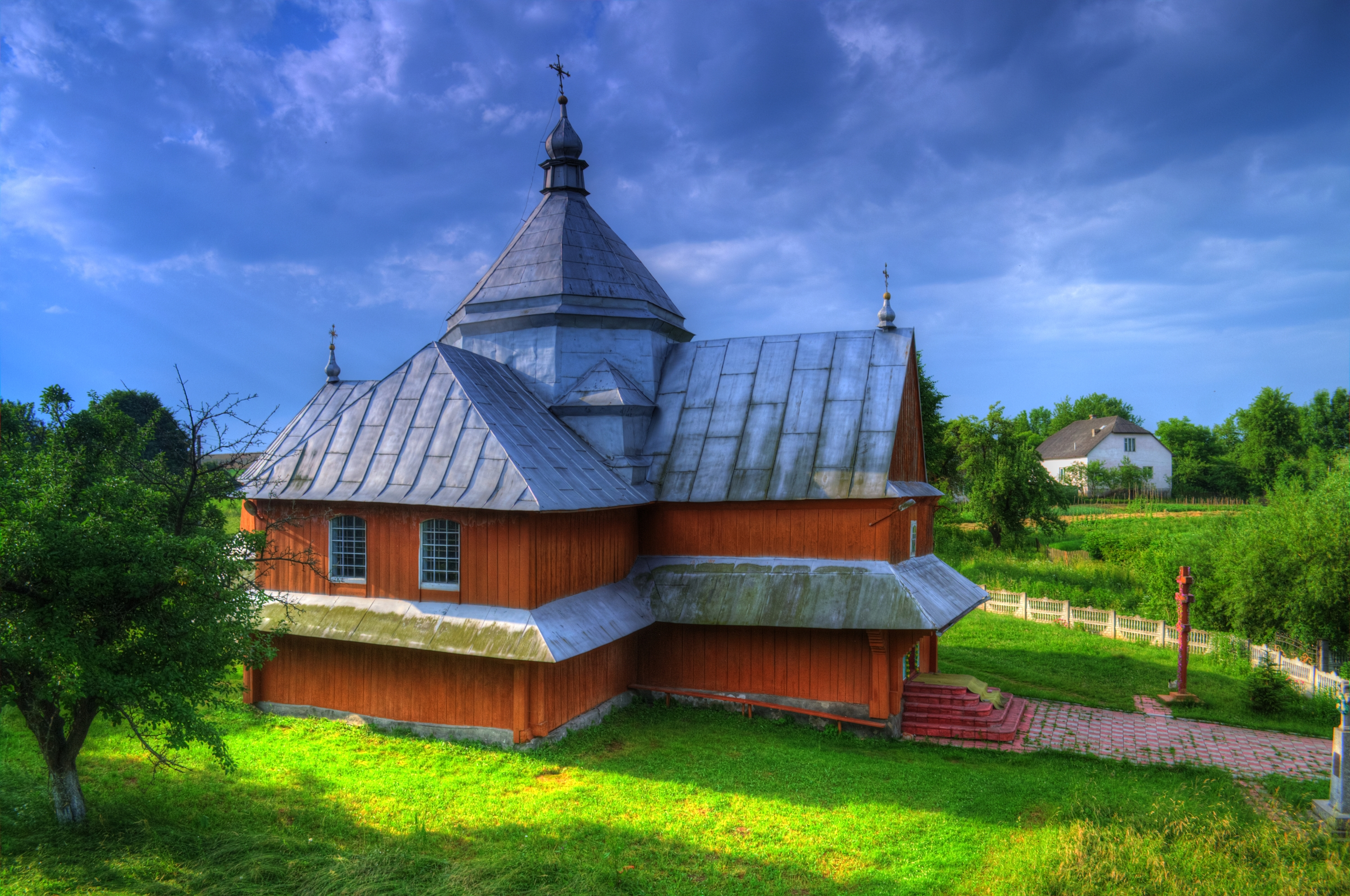
Sankt-Nikolaus-Kirche von 1814

Das Dorf ist Teil der Siedlungsgemeinde Schurawno im Rajon Stryj und war bis 2020 das administrative Zentrum der gleichnamigen, 49,57 km² großen Landratsgemeinde im Süden des ehemaligen Rajon Schydatschiw, zu der noch die Dörfer
Kotoryny (Которини, ⊙) mit etwa 300 Einwohnern, Protessy (Протеси, ⊙) mit etwa 600 Einwohnern und Stare Selo (Старе Село, ⊙) mit etwa 650 Einwohnern gehörten.
In Monastyrez befindet sich die  Sankt-Nikolaus-Kirche, eine 1814 erbaute Holzkirche der Ukrainisch-griechisch-katholischen Kirche.
Die Ortschaft liegt auf einer Höhe von 269 m am Ufer des Wilschynka (Вільшинка), einem 5 km langen Gebirgsbach, der dem Dnister zufließt. Das ehemalige Rajonzentrum Schydatschiw befindet sich 26 km nordwestlich und das Oblastzentrum Lwiw 85 km nördlich von Monastyrez. Durch das Dorf verläuft die Territorialstraße T–14–19.